# Trirhithrum ochriceps
Trirhithrum ochriceps är en tvåvingeart som först beskrevs av Günther Enderlein 1920.  Trirhithrum ochriceps ingår i släktet Trirhithrum och familjen borrflugor.
Artens utbredningsområde är Kenya. Inga underarter finns listade i Catalogue of Life.